# Archimandrita tessellata
Archimandrita tessellata är en kackerlacksart som beskrevs av Rehn, J. A. G. 1903. Archimandrita tessellata ingår i släktet Archimandrita och familjen jättekackerlackor. Inga underarter finns listade i Catalogue of Life.

## Bildgalleri

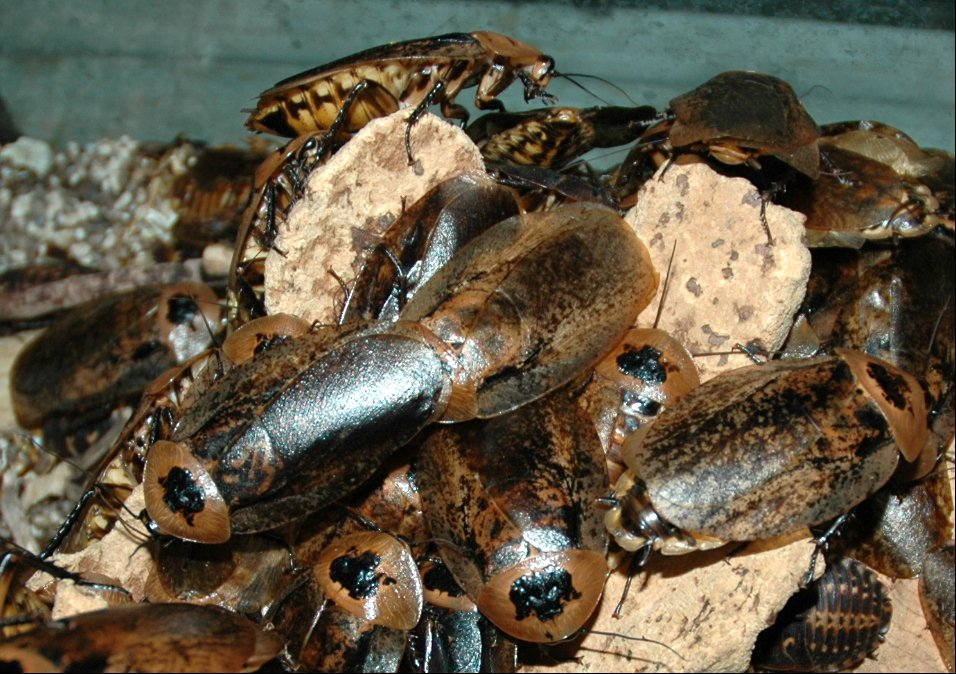
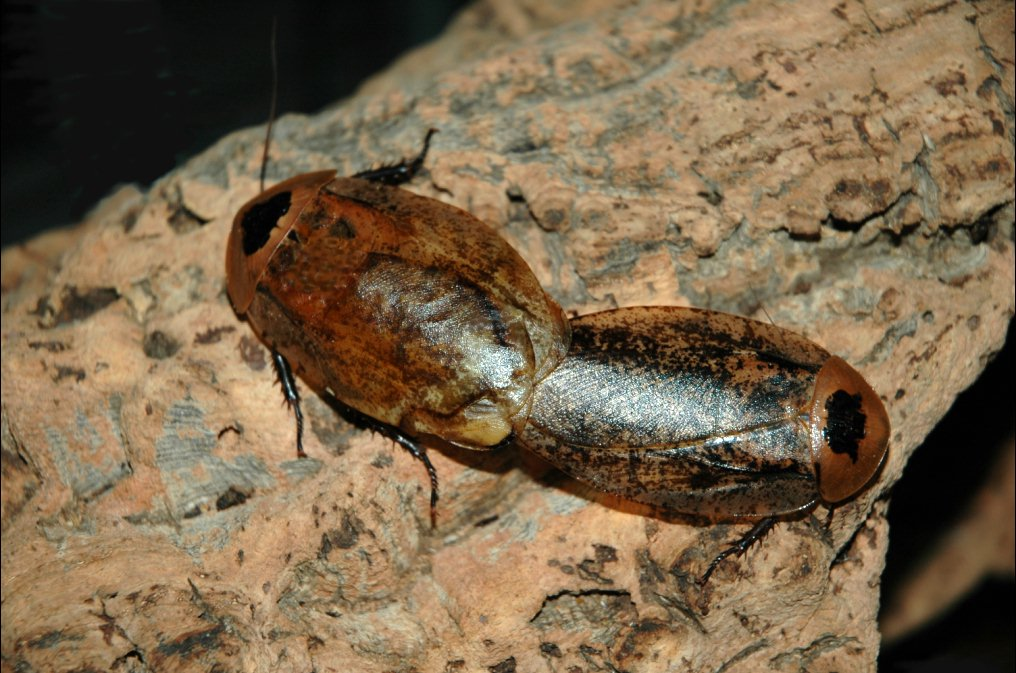